# Olof van der Meulen
Roelof Anttonius "Olof" van der Meulen, född 8 november 1968 i Sneek, är en nederländsk före detta volleyboll- och beachvolleyspelare.
Van Meulen tog silver i volleyboll med landslaget vid OS 1992 och guld vid OS 1996. Han tog brons i nederländska mästerskapet i beachvolley 1990 tillsammans med Jan Posthuma.